# Clover (WHY@DOLLの曲)
「clover」（クローバー）は、『WHY@DOLL』のメジャー移籍シングル3作目。2015年12月9日にビクターエンタテインメントから発売された。

## 概要
インディーズと合わせると7作目のシングル。オリコンウィークリーは20位。
ビクターエンタテインメントオンラインショップで3枚購入すると特典としてMVやメイキング映像などを収めたDVDがプレゼントされた。

## 収録曲
1. clover
2. Ringing Bells
3. ベクトル
4. clover (Instrumental)
5. Ringing Bells (Instrumental)
6. ベクトル (Instrumental)